# Music for the Masses
Music for the Masses (deutsch [zweideutig]: ‚Musik für die Massen/Messen‘) ist das sechste Studioalbum der britischen Synthie-Pop-Band Depeche Mode. Es wurde in den Studios Guillaume Tell (Paris) und Konk (London) produziert und ist das erste in Digitaltechnik (DDD) aufgenommene Album der Gruppe.

## Geschichte
Sowohl das Album als auch die ersten beiden Singles Strangelove und Never Let Me Down Again erreichten Platz zwei der deutschen Charts. Auf der anschließenden Tour For the Masses spielte Depeche Mode als eine der ersten Elektronik-Bands in Stadien. Besondere Bekanntheit erlangte das 101. und letzte Konzert vor über 60.000 Zuschauern im Rose Bowl Stadium, Pasadena, USA. Der Dokumentarfilmer D. A. Pennebaker begleitete die Band und drehte den Film 101, der 1989 auf Video erschien und Ausschnitte des Konzerts sowie Interviews mit Fans und der Band zeigt. Der Mitschnitt des Konzerts selbst wurde ebenfalls auf LP, CD und später zusammen mit dem Film auf DVD veröffentlicht (ebenfalls als 101).

## Stil
Nach dem sehr düsteren und melancholischen Black Celebration schlug Depeche Mode mit Music for the Masses eine etwas optimistischere Richtung ein, ohne dabei den dunklen Grundton zu verlieren, der die Band auszeichnet. Das Wort masses ermöglicht zwei Interpretationen des Titels. Es bedeutet zum einen „Massen“ (im Sinne von ‚Menschenmassen‘), was auf die eben etwas kommerziellere Ausrichtung des Albums anspielt. Zum anderen bedeutet mass auch „Messe“ (im religiösen Sinne), wodurch der Bezug zum Vorgänger hergestellt wird (Black Celebration bedeutet ‚schwarzes Fest‘ oder ‚schwarze Messe‘).

## Titelliste
1. Never Let Me Down Again – 4:47
2. The Things You Said – 3:55
3. Strangelove – 4:56
4. Sacred – 4:43
5. Little 15 – 4:14
6. Behind the Wheel – 5:17
7. I Want You Now – 3:44
8. To Have and to Hold – 2:51
9. Nothing – 4:13
10. Pimpf – 3:54
11. Agent Orange – 5:05 a
12. Never Let Me Down Again (Aggro Mix) – 4:54 a
13. To Have and to Hold (Spanish Taster) – 2:36 a
14. Pleasure, Little Treasure (Glitter Mix) – 5:38 a

Alle Songs wurden von Martin Gore geschrieben, der außerdem The Things You Said und I Want You Now singt. Die restlichen Songs werden von Dave Gahan gesungen, Pimpf und Agent Orange sind Instrumentalstücke. Am Ende von Pimpf befindet sich das kurze Instrumental Interlude #1: Mission Impossible.

## Singleauskopplungen
- Strangelove – 13. April 1987
- Never Let Me Down Again – 24. August 1987
- Behind the Wheel – 28. Dezember 1987
- Little 15 – 16. Mai 1988

Die Band empfand die Single-Version von Strangelove als zu poppig für das Album und überarbeitete sie noch einmal. Der Song wurde in der Albumversion am 23. August 1988 noch einmal in den USA als Single veröffentlicht und war mit Chartplatz 50 erfolgreicher als die erste Veröffentlichung.
Die Single-Version von Behind the Wheel ist ein Remix von Shep Pettibone. Die zugehörige B-Seite ist Route 66, ein musikalisch mit Behind the Wheel teilweise identisches Cover des gleichnamigen Klassikers von Bobby Troup.
Little 15 wurde nicht – wie im Booklet der Kompilation The Singles 86>98 fälschlich angegeben – nur in Frankreich, sondern auch in Deutschland veröffentlicht. Die Single enthält als B-Seiten zwei Klavierstücke, die beide von Alan Wilder gespielt wurden. Stjarna – häufig fälschlicherweise als St. Jarna bezeichnet – wurde von Martin Gore geschrieben. Stjärna (ˈɧæˌɳa) ist schwedisch und heißt ‚Stern‘. Das zweite Stück ist Moonlight Sonata No. 14, die Mondscheinsonate von Ludwig van Beethoven. Wilder sagte auf seiner Website, dass er das Stück eigentlich nur zum Spaß spielte, Martin Gore aber heimlich den Recorder laufen ließ.

## Setlist derMusic for the Masses Tour1987/88
1. Pimpf (Intro)
2. Behind the Wheel
3. Strangelove
4. Sacred
5. Something to Do
6. Blasphemous Rumours
7. Stripped
  - Pipeline
  - It Doesn’t Matter
  - Never Turn Your Back on Mother Earth
  - Somebody
  - The Things You Said
8. Black Celebration
9. Shake the Disease
10. Nothing
11. Pleasure, Little Treasure
12. People Are People
  - Just Can’t Get Enough
  - Master and Servant
13. A Question of Time
14. Never Let Me Down Again
15. A Question of Lust
16. Master and Servant
17. Just Can’t Get Enough (zusätzlicher Song nur auf 42 von 101 Shows)
18. Everything Counts

Der Song Never Turn Your Back on Mother Earth ist ein Cover der Band Sparks und war auf dem später erschienenen ersten Solo-Album von Martin Gore mit dem Titel Counterfeit EP enthalten.

## Wiederveröffentlichung
Am 3. April 2006 wurde Music for the Masses als SACD und DVD wiederveröffentlicht. Die Neuauflage enthält neben den vierzehn Albumsongs der ursprünglichen CD-Version in Mehrkanalton sowie der Dokumentation Depeche Mode 1987–88: „Sometimes you do need some new jokes“ auch folgende Bonus-Tracks:
- Agent Orange
- Pleasure, Little Treasure
- Route 66
- Stjarna
- Sonata No. 14 in C#m (Moonlight Sonata)

## Kommerzieller Erfolg

### Chartplatzierungen
| ChartsChartplatzierungen       | Höchstplatzierung | Wochen/ Monate |
| ------------------------------ | ----------------- | -------------- |
| Deutschland (GfK)              | 2 (23 Wo.)        | 23 Wo.         |
| Österreich (Ö3)                | 16 (2 Mt.)        | 2 Mt.          |
| Schweiz (IFPI)                 | 4 (8 Wo.)         | 8 Wo.          |
| Vereinigte Staaten (Billboard) | 35 (59 Wo.)       | 59 Wo.         |
| Vereinigtes Königreich (OCC)   | 10 (4 Wo.)        | 4 Wo.          |

| ChartsJahrescharts (1987) | Platzierung |
| ------------------------- | ----------- |
| Deutschland (GfK)         | 73          |

### Auszeichnungen für Musikverkäufe
| Land/Region                  | Auszeichnungen für Musikverkäufe (Land/Region, Auszeichnung, Verkäufe) | Verkäufe  |
| ---------------------------- | ---------------------------------------------------------------------- | --------- |
| Deutschland (BVMI)           | Gold                                                                   | 250.000   |
| Frankreich (SNEP)            | Platin                                                                 | 400.000   |
| Schweden (IFPI)              | Gold                                                                   | 50.000    |
| Schweiz (IFPI)               | Gold                                                                   | 25.000    |
| Vereinigte Staaten (RIAA)    | Platin                                                                 | 1.000.000 |
| Vereinigtes Königreich (BPI) | Silber                                                                 | 60.000    |
| Insgesamt                    | 1× Silber · 3× Gold · 2× Platin ·                                      | 1.785.000 |

Hauptartikel: Depeche Mode/Auszeichnungen für Musikverkäufe

## Trivia
- Das Atemgeräusch in I Want You Now stammt von einem Akkordeon, das ohne Ton gespielt wurde.
- Zu Beginn des Songs To Have and to Hold sagt ein Mann auf Russisch „В докладах рассматривается эволюция ядерных арсеналов и социально-психологические проблемы гонки вооружений“ („In den Berichten werden die Entwicklung der nuklearen Arsenale und die sozialpsychologischen Probleme des Rüstungswettlaufs betrachtet“). Alan Wilder war sich der Bedeutung nicht bewusst, als er den Song produzierte.
- Die ursprünglich von Martin Gore geschriebene Version von To Have and to Hold war der Band zu poppig, und Alan Wilder produzierte eine dunklere Version für das Album. Gore setzte aber durch, dass seine Version dennoch aufgenommen wurde. Der Spanish Taster kam schließlich als Bonustrack auf die CD-Version des Albums. Wilder schreibt dazu auf seiner Website: „Ich glaube nicht, dass es ein besseres Beispiel für die musikalischen Unterschiede zwischen Martin und mir gibt.“[3]
- Das Lied To Have and to Hold ist nach Stories of Old von 1984 der zweite und bis zum Erscheinen von Ultra 1997 der einzige Song von Music for the Masses, der niemals live gespielt wurde.
- Im Song Pimpf scheint ein Chor zu singen, tatsächlich sind es aber Synthesizer-Klänge. Pimpf war der niedrigste Dienstgrad innerhalb des Deutschen Jungvolkes, das wiederum Teil der Hitlerjugend war.
- Agent Orange ist die militärische Bezeichnung eines dioxinhaltigen Herbizids, das die Amerikaner im Vietnamkrieg einsetzten.
- Seit der Music for the Masses Tour war Never Let Me Down Again immer Bestandteil der Setliste.